# The Arab-Israeli Wars
The Arab-Israeli Wars é um jogo de tabuleiro de guerra moderna de nível tático, de alta complexidade, produzido em 1977 pela Avalon Hill. Usa um sistema de jogo parecido ao dos jogos Panzer Leader e Panzerblitz